# Hipódromo de Zarzuela
O Hipódromo da Zarzuela é um hipódromo de propriedade pública estatal situado nas redondezas da cidade de Madri (Espanha). Situa-se no monte da Zarzuela, à altura do quilómetro 7,8 da Autovía do Noroeste (A-6). Foi desenhado pelos arquitectos Carlos Arniches Moltó e Martín Domínguez com a colaboração do Engenheiro de Caminhos, Canais e Portos Eduardo Torroja. As suas tribunas foram catalogadas como Monumento Histórico Artístico no ano 1980 e está participada em propriedade pela SEPI.

## História e gestão
A construção do Hipódromo da Zarzuela começou em 1931 sobre uns terrenos propriedade do Património Nacional depois da expropiação do anterior Hipódromo da Castelhana para poder construir os Novos Ministérios.
Em 1934 aprovou-se a construção do Hipódromo da Zarzuela. Os encarregados da obra foram o engenheiro Torroja e os arquitectos Arniches e Domínguez. As obras começaram em 1935, ainda que foram interrompidas durante a guerra civil (1936-1939). Depois do passo da contenda, a instalação ficou em ruínas .
Em 1940, Francisco Franco ditou um decreto-lei para ceder os terrenos à Sociedade de Alavancagem e Criança Caballar de Espanha .
O Hipódromo da Zarzuela inaugurou-se em maio de 1941. Para as primeiras carrearas a maioria de cavalos que participavam provinham do estrangeiro, já que a guerra civil tinha dizimado a reserva de cavalos do país.
Entre os anos 50 e 70 o hipódromo viveu uma época de esplendor, com um grande aumento do número de carreiras. Em 1952 instaurou-se um calendário clássico a semelhança com outros da Europa ou, a princípios dos 60 se inauguraram novas pistas de treinamento e se terminaram as instalações para os jockeys e a enfermaria.
Em 1992, a Sociedade de Fomento e de Criação Equina de Espanha, em quebra, solicitou a Património Nacional o trespasso da concessão do hipódromo da Zarzuela à empresa Hipódromo de Madri, S.A., propriedade de Enrique Sarasola, que fracassou em sua gestão. A vitória do cavalo El Aleph, com José Luis Martínez, na última carreira da temporada de outono de 1996, a 15 de dezembro, pôs ponto final a 55 anos ininterruptos de competição no hipódromo madrileno. Na primavera de 1997, a empresa de Sarasola declarou-se em falência. Começou assim o fechamento das instalações que se alongou por nove anos.
Depois de dois concursos de concessão convocados pelo Património Nacional, em  2001 não se consegue adjudicar o hipódromo a nenhum grupo privado. Finalmente, a 30 de setembro de 2003, Património Nacional e Hipódromo da Zarzuela, S. A. assinaram um acordo que dá cobertura à exploração integral do ímovel numa primeira fase durante 25 anos, até 2028.
A 23 de outubro de 2005 depois de quase nove anos de fechamento o hipódromo volta a abrir as suas portas. Desde então, vêm-se celebrando as  temporadas de primavera, verão (com carreiras noturnas) e outono.
Em outubro de 2009, as tribunas do Hipódromo da Zarzuela foram declaradas Bem de Interesse Cultural (BIC) com categoria de monumento. E em 2016 completou-se a reabilitação da instalação, com a recuperação da pelouse, ou passeio existente entre as tribunas e as pistas .

## Monumento
Trata-se de um exemplo do racionalismo madrileno e está considerado como a «última obra mestre da arquitetura do tempo da República». A beleza e amplitude do recinto fazem que se lhe considere um monumento. Um de seus elementos mais singulares são as tribunas, construídas pelos arquitetos Carlos Arniches e Martín Domínguez junto ao engenheiro de caminhos Eduardo Torroja. A construção é da mesma altura que o monte do Pardo.
Em 2009 foi declarado Bem de Interesse Cultural. Em 2012, ganhou o Primeiro Prêmio do Colégio de Arquitectos de Madri (COAM) por seu Projecto de Restauração e Reabilitação. 

## Temporada
O Programa de Carreiras para o ano 2019 de Hipódromo da Zarzuela conta com 36 jornadas. Destas 18 disputam-se em primavera (15 matinais e 3 vespertinas), 12 em outono e 6 em verão em horário nocturno. Ao todo 231 carreiras que repartirão 3.671.550 euros. Isto o converte na temporada de turfe com maior dotação em prêmios desde 2005. 
Quanto às provas reservadas aos dois anos, a temporada conta com 27 provas das quais 6 são para produtos nacionais. Destina-se um total de 454.700€ para eles. Destacam as Copas de Criadores para potrancas e potros respectivamente. Destaca que o Programa de BonusMade in Spain, não só se consolida como projeto para incentivar a compra de produto nacional, mas também que se incrementa em 6 provas, passando a ser 37 as carreiras incluídas no projeto. Nesta, sua terceira edição, novamente se contempla primar aos potros e potrancas de dois anos nascidos e criados em Espanha (e assimilados), que obterão uma bonificação equivalente ao 40% dos prêmios e colocações que consigam nas carreiras assinaladas, enquanto os potros e potrancas de três anos obterão uma bonificação de 20%.
Os 3 anos poderão participar num total de 52 carreiras reservadas unicamente para eles, das quais 6 são para cavalos nascidos e criados em Espanha. O conjunto das provas terão um valor de 973.550€. Destacam entre elas o Derby Villapadierna (2400 metros) , a Poule de Potros e Potrancas (1600 metros) e o Grande Prêmio Villamejor (2800 metros). 
Os cavalos de três anos em adiante contarão com um total de 150 carreiras o que se traduz em 2.138.300€. Muitas delas os denominados handicaps, carreiras nas que a cada cavalo leva um determinado peso em função de seu valor. As carreiras com mais renome desta categoria são o Grande Prêmio de Madri, o Grande Prêmio Claudio Carudel e Grande Prêmio Memorial Duque de Toledo .

## Provas principais
As carreiras principais que se disputam no Hipódromo da Zarzuela são :
- Grande Prêmio Valderas - Poule de Potrancas - Para potrancas de 3 anos. Disputa-se sobre um percurso de 1600 metros.
- Grande Prêmio Cimera - Poule de Potros - Para potros de 3 anos. Disputa-se sobre um percurso de 1600 metros.
- Grande Prêmio Beamonte - Oaks Espanhol - Para potrancas de 3 anos. Disputa-se sobre um percurso de 2100 metros.
- Grande Prêmio Villapadierna - Derby Espanhol - Para potros inteiros e potrancas de 3 anos. Disputa-se sobre um percurso de 2400 metros.
- Grande Prêmio Claudio Carudel - Para cavalos e yeguas de 3 anos em adiante. Disputa-se sobre um percurso de 1600 metros. (Grande Prêmio da Milha de Primavera).
- Grande Prêmio de Madri - Para cavalos e yeguas de 3 anos em adiante. Disputa-se sobre um percurso de 2500 metros. (Grande Prêmio de Fundo de Primavera).
- Grande Criterium - Para potros e potrancas de 2 anos. Disputa-se sobre um percurso de 1600 metros.
- Grande Prêmio da Hispanidad - Para cavalos e yeguas de 3 anos em adiante. Disputa-se sobre um percurso de 1600 metros. (Grande Prêmio da Milha de Outono).
- Memorial Duque de Toledo - Para cavalos e yeguas de 3 anos em adiante. Disputa-se sobre um percurso de 2400 metros. (Grande Prêmio de Fundo de Outono).
- Grande Prêmio Villamejor - St Leger Espanhol - Para potros e potrancas de 3 anos. Disputa-se sobre um percurso de 2800 metros.

## Casas de leilões e agências
Com motivo da reabertura do Hipódromo da Zarzuela nasceu em Espanha a indústria das Casas de Leilões e Agências de cavalos de carreiras.
Spanish Bloodstock Agency organiza anualmente um leilão de yearlings durante o mês de setembro nas instalações do Hipódromo da Zarzuela. Também têm levado a cabo leilões mistos e de cavalos em treinamento.
Zraq também organiza anualmente um leilão de yearlings durante o mês de setembro nas instalações do Hipódromo da Zarzuela .